# Vittoria Quarenghi
Vittoria Quarenghi (Mapello, 1º luglio 1934 – Bergamo, 6 febbraio 1984) è stata una politica italiana.

## Biografia
Esponente della Democrazia Cristiana, ricoprì la carica di deputato per tre legislature, venendo eletta alle politiche del 1976 (26.527 preferenze), alle politiche del 1979 (39.987 preferenze) e alle politiche del 1983 (42.684 preferenze).
Dal 1979 al 1980 rivestì l'incarico di sottosegretario di Stato alla sanità nel governo Cossiga I.
Morì nel corso del mandato parlamentare; le subentrò Bruno Ferrari.